# Phenanthrolin
Phenanthrolin (phen) ist formal ein Derivat des Phenanthrens, in dem zwei Methingruppen (CH-Gruppen)  gegen Stickstoffatome ausgetauscht sind. Hier wird das 1,10-Phenanthrolin beschrieben, Es sind noch ein 1,7-Phenanthrolin und 4,7-Phenanthrolin bekannt.

## Darstellung
Phenanthrolin kann gemäß der Skraupschen Synthese durch Erhitzen von 8-Aminochinolin oder o-Phenylendiamin mit Glycerol, Nitrobenzol und konzentrierter Schwefelsäure dargestellt werden.

## Verwendung
In der Komplexchemie findet es als zweizähniger Ligand mit der Abkürzung phen Verwendung. Die bekanntesten Phenanthrolin-Komplexe sind Ferroin und Ferrocyphen, in denen Eisen(II)- bzw. Eisen(III)-Ionen die Zentralatome sind. Ferroin findet als Redoxindikator Verwendung.
Die Schwermetallkomplexe des Phenanthrolins sind aufgrund ihrer Schwerlöslichkeit für quantitative Analysen geeignet, Methyl- und Phenyl-substituierte Derivate wie Bathocuproin und Bathophenanthrolin weisen eine noch höhere Selektivität auf.
Phenanthrolin-Komplexe werden als Substrate zum Aufbau supramolekularer Systeme und zum Studium derer Eigenschaften, wie beispielsweise dem Elektronen- oder Photoelektronentransfer verwendet.
In asymmetrischen homogen-katalysierten Reaktionen werden chirale Phenanthrolin-Derivate als Liganden eingesetzt.

## Biologische Eigenschaften
Die Photosynthese und Carboxypeptidasen werden von 1,10-Phenanthrolin gehemmt. Die Substanz und ihre Metallkomplexe interkalieren in die DNA. Da die Metallkomplexe als Metalloenzym-Analoga fungieren, dienen sie in der biochemischen Forschung als diagnostische Hilfsmittel.